# 加藤和宏 (NAR)
加藤 和宏（かとう かずひろ、1953年11月13日 - ）は、群馬県出身の元騎手（地方・高崎所属）、現調教師（地方・高崎→金沢所属）。

## 経歴
父・四郎が高崎の調教師であったため、生まれた時から馬が側におり、先に4つ年上の兄・光司が騎手になったことから、自身も自然と騎手になった。
1970年4月19日の高崎第1競走・マリモジユニヤーで初騎乗初勝利を記録するが 、兄が同馬を回してくれた。デビュー当時の競馬場の周囲にはほとんど何も無く、高崎駅の東口からスタンドがよく見えた。
その後は乗り鞍に恵まれず、兄に負けたくないという気持ちから来る焦りで思うように勝てなくなってしまうが、5～6年が経つと、「レースでは馬が頑張ってくれるんだ、自分が躍起になるほどうまくいかない、頑張ってくれている馬を上手に“誘導”してやればいいんだ」と思うようになり、勝てるようになる。
勝てるようになると、今度は周囲のマークがきつくなり、スタートが上手い方ではなかった加藤は先輩騎手から包まれたり前を塞がれたりされたが、その時は慌てずに外に出していくようにした。
1987年の水沢・ダービーグランプリからはカツノコバンと当時地方馬が出走できる全ての全国交流（招待制）レースを行脚し、全国の猛者相手に互角のポテンシャルを発揮させた。
1988年には大井の帝王賞で11番人気ながらイナリワンや中央勢4頭を抑えて他地区勢最先着となる6着、中央・新潟の芝で行われたオールカマーでは15頭中15番人気ながらスズパレード・ランニングフリーに次ぐと同時にマックスビューティ・マティリアルを抑えての5着、笠松の全日本サラブレッドカップではフェートノーザン・イナリワンに次ぐ4着と健闘。
1988年にはアーテイシヤーク、1989年にはレツドセイリユウ、1990年にはカツノイットーで三才優駿を3連覇し、1993年にはビクトリーシーザーで同レース4勝目を挙げる。
ビクトリーシーザーでは1994年に高崎皐月賞・高崎ダービーを制し、中央との全国交流重賞になった群馬記念では地元最先着の5着に入った。
1996年には高崎大賞典を2年前の勝ち馬で3年連続出走のグランドツアラーで制し、自身はカツノコバンで1987年・1988年に連覇して以来の3勝目を挙げる。
1997年には名古屋の東海菊花賞では12頭中11番人気のグランドツアラーに騎乗し、トーヨーシアトル・キョウトシチーに次ぐと同時に地方勢最先着の4着に入った 。高崎大賞典ではケイシュウトライに騎乗し、4年連続出走となったグランドツアラーの連覇を阻み、自身が連覇を達成。
1998年にはリキアイフルパワーで宇都宮記念をブライアンズロマンの3着とし、初出走の高崎大賞典では人気に応えて見事に優勝 。1999年は初戦の天馬特別でブライアンズロマンに初めて後塵浴びせたが、他馬を進路妨害してしまい痛恨の9着降着 。中央遠征の日経賞ではセイウンスカイ、ステイゴールドなど重賞勝ち馬相手に6着と健闘し、大いに称賛された。この後から脚部不安が顕著になり、常に脚元と相談のレースが続くことになるが、高崎大賞典では2着以下を大きく引き離してレコードでの連覇を達成 。自身は4連覇、同レース6勝目となった 。
中央では11度騎乗しているが、その内の2鞍で同姓同名の加藤和宏（JRA）と同時に騎乗し、2鞍共にJRAの加藤が先着している。前述の日経賞では、同一競走かつ重賞競走で2人の「加藤和宏」が騎乗するという非常に珍しい記録となったため、一部の競馬専門誌の騎手欄ではJRAの加藤和宏を「加藤和」、NARの加藤和宏を「加藤宏」と表記して対応した。
2000年3月21日には高崎第1競走C4普通・インペリアルクロスが最後の勝利、同26日の開設記念・ケーオーボーイ（11頭中7着）が最後の騎乗となり、同年限りで現役を引退。
引退後は厩舎を開業し、2000年5月4日の高崎第5競走4歳普通・クリエイティブ（8頭中6着）で初出走、同馬を出走させた7月1日の高崎第3競走で初勝利を挙げた。
開業1年目は11勝、2年目の2001年は12勝、3年目の2002年は13勝をマークするが、その後は11勝→10勝に終わる。
2004年の廃止に伴い、2005年からは金沢へ移籍。
2006年12月25日の金沢第5競走C4 3・テンザンイカヅチで100勝、2020年12月17日の金沢第7競走冬なのに‥虫むしフェスタ賞・モズフォーナインで500勝を達成。
近年は勝ち星を多く量産し、2023年には自身初となる金沢のリーディングトレーナーを獲得。
2024年8月11日には金沢第11競走かがやく美味しさ加賀野菜賞・タイクーンで通算900勝に到達したが、同日は同レースを含む4勝の固め打ちで一気に勝ち星を量産しての達成となった。

## 通算成績
- 地方16000戦2910勝　勝率18.2%、連対率33.1%、中央11戦0勝。

主な騎乗馬
- カツノコバン（1987年高崎大賞典、1988年開設記念【高崎】、尊氏賞、高崎大賞典）
- アーテイシヤーク（1988年三才優駿）
- レツドセイリユウ（1989年三才優駿）
- カツノイットー（1990年三才優駿）
- アラビアンドン（1990年高崎観音賞、1991年アラブ大賞典【高崎】、高崎観音賞）
- フジノケンザン（1993年北関東アラブチャンピオン、1995年高崎観音賞）
- メロディダンサー（1993年アラブ3才チャンピオン、1994年北関東アラブチャンピオン）
- ビクトリーシーザー（1993年三才優駿、1994年高崎皐月賞・高崎ダービー、1995年開設記念【高崎】、東国賞）
- レイカランマン（1996年北関東ダービー、1997年尊氏賞）
- グランドツアラー（1996年高崎大賞典）
- ケイシュウトライ（1997年高崎大賞典）
- リキアイフルパワー（1998年・1999年高崎大賞典、2000年織姫賞）

## 主な管理馬
- エムザックライアン（2007年兼六園ジュニアカップ）
- ビッグドン（2007年白山大賞典、2010年スプリングカップ【金沢】）
- キヌガサダイヤ（2008年金沢ヤングチャンピオン）
- タートルベイ（2010年北國王冠・中日杯）
- サノサマー（2020年利家盃）
- ノブノビスケッツ（2022年兼六園ジュニアカップ、2023年北日本新聞杯・MRO金賞）
- クリノチャールズ（2025年北日本新聞杯）